# Sphondylium gummiferum
Sphondylium gummiferum är en flockblommig växtart som beskrevs av Franz Georg Hoffmann. Sphondylium gummiferum ingår i släktet Sphondylium och familjen flockblommiga växter. Inga underarter finns listade i Catalogue of Life.